# The Locos
The Locos es un grupo musical español de punk con instrumentos de viento formado a raíz del parón del grupo Ska-P. La presencia de Pipi, segunda voz y showman de Ska-P, marca un sello de ideales revolucionarios, críticos al racismo, opuestos a la política de Estados Unidos y defensores de los obreros. 
Tienen semejanzas con Ska-P, pero en algunas de sus canciones toman un sonido más propio del hardcore punk, que no es habitual en Ska-P. También son notables algunas de sus canciones "de apoyo", en las que hablan en segunda persona como si fueran para dedicar.
El grillo de nombre desconocido que aparece hasta ahora en la portada y contraportada de sus discos, es un símbolo de la banda, como lo es "El gato López" en Ska-P. 

## Discografía

### Jaula de grillos(2006)
Su primer disco Jaula de grillos salió a la venta en España el 9 de mayo de 2006, y en junio en otros países como Francia, Italia, Colombia, Chile, México, Argentina, Suiza, Alemania y Uruguay. En la carátula aparece el grillo de nombre desconocido (símbolo de la banda) junto con un mono, intentando salir de una jaula llena de varias cosas, incluyendo el planeta Tierra y la bandera de Estados Unidos.
| 1. La última valla 2. Paletovisión 3. Prepotencia mundial 4. Algo mejor 5. Madre tierra 6. Condenados 7. Buscando líos 8. Tradiciones 9. Malo Juanito 10. Como un animal 11. Resistiré |

Jaula de grillos (no editado)
- Don't Worry, Be Happy (Cover de Bobby McFerrin)
- La bolsa (Cover de Bersuit Vergarabat)

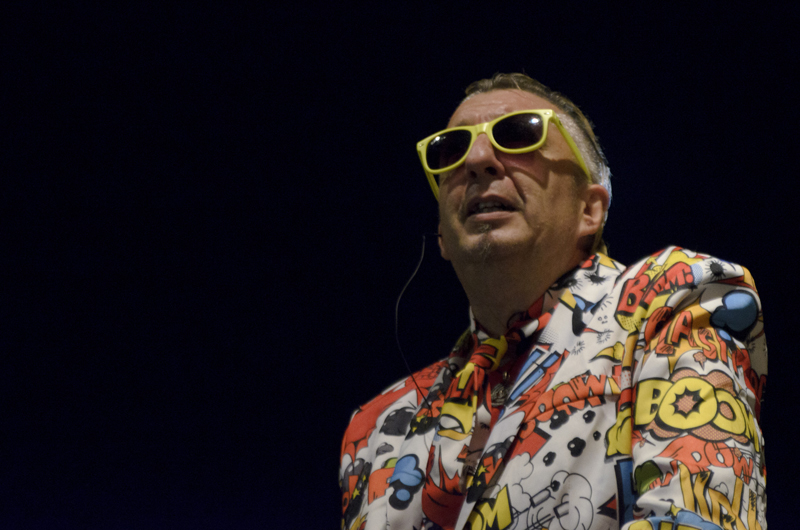
Pipi, cantante de The Locos en el Tormenta Sound 2017 (Burguillos del Cerro, Badajoz, España)

### Energía inagotable(2008)
Este álbum salió a la venta en España el día 14 de abril de 2008 a través del sello Maldito Records, y se lanzó el 18 de abril  en Austria, Alemania, Suiza, Holanda, Bélgica y Luxemburgo. Energía Inagotable está compuesto por 11 temas en los cuales hay un equilibrio entre temas cañeros, directos y con guitarras contundentes, temas skatalíticos muy rápidos y fiesteros y otros temas algo más serios. En la carátula aparece el mismo grillo que aparece en su anterior álbum, sosteniendo con la boca una señal de tránsito con el nombre del disco. Al fondo se ven espirales verdes.
| 1. Lloviendo idiotas 2. Terror animal 3. El vendedor de gloria 4. La cuenta atrás 5. Somos más 6. Su indiferencia 7. Sol y pladrillo 8. Marchitada flor 9. Por la razón 10. En qué nos convertimos 11. Tus ilusiones |

### Tiempos difíciles(2012)
En este disco lanzado en 2012 y producido por Tony López, The Locos, gracias a la completa renovación de los músicos, provenientes de la banda madrileña The Gambas, consolida su sonido tomando influencias más Punk, Pulpul colabora en la canción "Niños de papá" y Juanan (trompetista) hace su debut en la agrupación como violinista dándole un sonido más arábico a la banda. Aquí, el grillo no aparece en la portada del disco, pero sí en la contraportada. En la portada aparece un reloj dañado con la forma del planeta Tierra, junto con anuncios que narran los tiempos difíciles del mundo.
| 1. A punto de explotar 2. Partido pierda 3. Johnny dos pistolas 4. Espacio exterior 5. Contrato limosna 6. No estás sol@ 7. Niños de papá 8. Centrales de la muerte 9. Aires de rebelión 10. Alma de chacal 11. Dueños del mundo 12. Una noticia más |

### Todos Distintos, Todos Iguales(2016)
Lanzado en 2016, supone el primer EP de una trilogía y el primer trabajo en colaboración con Rock Estatal Records. La grabación de disco se llevó a cabo en los Estudios Oasis de Madrid y su producción corrió a cargo de Kosta Vázquez, guitarrista de Boikot, y del propio Pipi con el trabajo de Manuel Arévalo como ingeniero de sonido.
| 1. La Realidad 2. María Isabela 3. Hueso y Piel |